# Skibob-Weltmeisterschaften 2003
Die 27. Skibob-Weltmeisterschaften fanden von 26. Februar bis 2. März 2003 in Wisła in Polen statt. Ausgetragen wurden die Disziplinen Super-G, Riesenslalom und Slalom. Medaillen wurden außerdem in der Kombinationswertung vergeben. Für die Organisation zeichnete der polnische Skibobverband (Polski Zwiazek Skibobowy) verantwortlich. Polen war erstmals in der 36-jährigen Geschichte Austragungsland von Skibob-Weltmeisterschaften.

## Teilnehmer
Teilnehmerländer und Anzahl der Starter in Klammern:
| Europa (8 Länder)                                               | Europa (8 Länder)                                                          | Europa (8 Länder) |
| --------------------------------------------------------------- | -------------------------------------------------------------------------- | ----------------- |
| - Deutschland (6) - Finnland (1) - Österreich (10) - Polen (14) | - Schweiz (4) - Tschechien (17) - Ukraine (1) - Vereinigtes Königreich (5) |                   |
| Asien (1 Land)                                                  |                                                                            |                   |
| - Japan (1)                                                     |                                                                            |                   |

## Medaillenspiegel
Berücksichtigt sind nur die Rennen in der allgemeinen Klasse.
| Platz | Land       |   |   |   |    |
| ----- | ---------- | - | - | - | -- |
| 1     | Tschechien | 5 | 7 | 4 | 16 |
| 2     | Österreich | 2 | 1 | 4 | 7  |
| 3     | Schweiz    | 1 | – | – | 1  |

## Herren

### Super-G
| Platz | Land | Sportler           | Zeit (min) |
| ----- | ---- | ------------------ | ---------- |
| 01    | CZE  | Štěpán Hlaváč      | 1:22,56    |
| 02    | CZE  | Dušan Kudrnovský   | 1:23,34    |
| 03    | CZE  | Stanislav Ježek    | 1:23,35    |
| 04    | CZE  | Pavel Hlaváč       | 1:23,37    |
| 05    | CZE  | David Krejčí       | 1:23,69    |
| 06    | CZE  | Tomáš Maťátko      | 1:24,13    |
| 07    | AUT  | Markus Moser       | 1:24,14    |
| 08    | SUI  | Sören Walter       | 1:24,28    |
| 09    | SUI  | Franz Tschümperlin | 1:24,42    |
| 10    | GER  | Stefan Glöckeritz  | 1:24,97    |

Datum: 27. Februar, 11:00 Uhr

Strecke: Stozek

Höhenunterschied: 480 m, Länge: 1820 m

Kurssetzer: Alois Fischbauer (AUT), 36 Tore
30 Sportler am Start, davon 27 klassiert

Ausgeschieden: Björn Walter (SUI)
Titelverteidiger:  Štěpán Hlaváč

### Riesenslalom
| Platz | Land | Sportler           | Zeit (min) |
| ----- | ---- | ------------------ | ---------- |
| 01    | SUI  | Björn Walter       | 0:47,08    |
| 02    | CZE  | Stanislav Ježek    | 0:47,18    |
| 03    | AUT  | Markus Moser       | 0:47,29    |
| 04    | CZE  | David Krejčí       | 0:47,68    |
| 05    | CZE  | Pavel Hlaváč       | 0:47,73    |
| 05    | SUI  | Franz Tschümperlin | 0:47,73    |
| 07    | SUI  | Sören Walter       | 0:47,97    |
| 08    | CZE  | Dušan Kudrnovský   | 0:48,01    |
| 09    | AUT  | Christian Ablinger | 0:48,55    |
| 10    | AUT  | Martin Gutjahr     | 0:48,79    |

Datum: 28. Februar, 11:00 Uhr

Strecke: Stozek

Höhenunterschied: 240 m, Länge: 910 m

Kurssetzer: Alois Fischbauer (AUT), 28 Tore

Das Rennen wurde in nur einem Durchgang ausgetragen.
30 Sportler am Start, davon 27 klassiert

Ausgeschieden u. a.: 
Titelverteidiger:  Štěpán Hlaváč

### Slalom
| Platz | Land | Sportler           | Zeit (min) |
| ----- | ---- | ------------------ | ---------- |
| 01    | AUT  | Markus Moser       | 1:12,20    |
| 02    | CZE  | Stanislav Ježek    | 1:13,21    |
| 03    | AUT  | Christian Ablinger | 1:13,96    |
| 04    | CZE  | David Krejčí       | 1:14,53    |
| 05    | CZE  | Dušan Kudrnovský   | 1:14,75    |
| 06    | CZE  | Aleš Housa         | 1:14,91    |
| 07    | CZE  | Štěpán Hlaváč      | 1:16,07    |
| 08    | CZE  | David Havlíček     | 1:16,68    |
| 09    | AUT  | Klaus Mayrhofer    | 1:17,65    |
| 10    | AUT  | Martin Gutjahr     | 1:18,58    |

Datum: 1. März, 10:00 Uhr

Strecke: Stozek

Höhenunterschied: 160 m, Länge: 520 m

Kurssetzer 1. Durchgang: Alois Fischbauer (AUT), 35 Tore

Kurssetzer 2. Durchgang: Jacek Stalmach (AUT), 35 Tore
30 Sportler am Start, davon 24 klassiert

Ausgeschieden u. a.: Pavel Hlávač (CZE), Tomáš Maťátko (CZE)
Titelverteidiger:  Markus Moser

### Kombination
| Platz | Land | Sportler           | Punkte |
| ----- | ---- | ------------------ | ------ |
| 01    | AUT  | Markus Moser       | 13,45  |
| 02    | CZE  | Stanislav Ježek    | 14,63  |
| 03    | CZE  | David Krejčí       | 33,45  |
| 04    | CZE  | Dušan Kudrnovský   | 36,78  |
| 05    | AUT  | Christian Ablinger | 58,55  |
| 06    | CZE  | Aleš Housa         | 66,42  |
| 07    | CZE  | David Havlíček     | 93,97  |
| 08    | AUT  | Gerfried Seeber    | 102,61 |
| 09    | SUI  | Sören Walter       | 107,45 |
| 10    | AUT  | Martin Gutjahr     | 113,67 |

Das Ergebnis der Kombination setzt sich aus den addierten Zeiten von Super-G, Riesenslalom und Slalom zusammen, die anhand eines Punktesystems umgewandelt wurden.

20 Sportler klassiert
Titelverteidiger:  Dušan Kudrnovský

## Damen

### Super-G
| Platz | Land | Sportler             | Zeit (min) |
| ----- | ---- | -------------------- | ---------- |
| 01    | CZE  | Alena Housová        | 1:26,90    |
| 02    | AUT  | Kerstin Mörtenhuemer | 1:27,06    |
| 03    | CZE  | Petra Poláková       | 1:27,50    |
| 04    | AUT  | Petra Mörtenhuemer   | 1:27,78    |
| 05    | GER  | Marika Ziron         | 1:28,70    |
| 06    | AUT  | Kerstin Mayrhofer    | 1:30,92    |
| 07    | POL  | Sylwia Kawik         | 1:31,59    |
| 08    | POL  | Anna Holeska         | 1:45,09    |
| 09    | FIN  | Petra Pölönen        | 1:55,82    |

Datum: 27. Februar, 11:00 Uhr

Strecke: Stozek

Höhenunterschied: 480 m, Länge: 1820 m

Kurssetzer: Alois Fischbauer (AUT), 36 Tore
10 Sportlerinnen am Start, davon 9 klassiert

Ausgeschieden: Karolína Bartošová (CZE)
Titelverteidigerin:  Petra Poláková

### Riesenslalom
| Platz | Land | Sportler             | Zeit (min) |
| ----- | ---- | -------------------- | ---------- |
| 01    | CZE  | Petra Poláková       | 0:48,51    |
| 02    | CZE  | Alena Housová        | 0:48,59    |
| 03    | AUT  | Petra Mörtenhuemer   | 0:49,89    |
| 04    | AUT  | Kerstin Mörtenhuemer | 0:50,84    |
| 05    | POL  | Sylwia Kawik         | 0:51,35    |
| 06    | CZE  | Karolína Bartošová   | 0:51,64    |
| 07    | AUT  | Kerstin Mayrhofer    | 0:51,81    |
| 08    | POL  | Anna Holeska         | 0:59,92    |
| 09    | FIN  | Petra Pölönen        | 1:04,38    |

Datum: 28. Februar, 11:00 Uhr

Strecke: Stozek

Höhenunterschied: 240 m, Länge: 910 m

Kurssetzer: Alois Fischbauer (AUT), 28 Tore

Das Rennen wurde in nur einem Durchgang ausgetragen.
10 Sportlerinnen am Start, davon 9 klassiert

Ausgeschieden: Marika Ziron (GER)
Titelverteidigerin:  Iris Lienhard

### Slalom
| Platz | Land | Sportler           | Zeit (min) |
| ----- | ---- | ------------------ | ---------- |
| 01    | CZE  | Alena Housová      | 1:17,08    |
| 02    | CZE  | Petra Poláková     | 1:20,21    |
| 03    | CZE  | Karolína Bartošová | 1:20,79    |
| 04    | AUT  | Kerstin Mayrhofer  | 1:21,90    |
| 05    | AUT  | Petra Mörtenhuemer | 1:22,74    |
| 06    | POL  | Sylwia Kawik       | 1:23,69    |
| 07    | POL  | Anna Holeska       | 1:43,11    |
| 08    | FIN  | Petra Pölönen      | 2:04,31    |

Datum: 1. März, 10:00 Uhr

Strecke: Stozek

Höhenunterschied: 160 m, Länge: 520 m

Kurssetzer 1. Durchgang: Alois Fischbauer (AUT), 35 Tore

Kurssetzer 2. Durchgang: Jacek Stalmach (AUT), 35 Tore
9 Sportlerinnen am Start, davon 8 klassiert

Ausgeschieden: Kerstin Mörtenhuemer (AUT)
Titelverteidigerin:  Alena Housová

### Kombination
| Platz | Land | Sportler           | Punkte |
| ----- | ---- | ------------------ | ------ |
| 01    | CZE  | Alena Housová      | 0,94   |
| 02    | CZE  | Petra Poláková     | 27,09  |
| 03    | AUT  | Petra Mörtenhuemer | 63,85  |
| 04    | AUT  | Kerstin Mayrhofer  | 100,79 |
| 05    | POL  | Sylwia Kawik       | 113,01 |
| 06    | POL  | Anna Holeska       | 445,87 |
| 07    | FIN  | Petra Pölönen      | 725,42 |

Das Ergebnis der Kombination setzt sich aus den addierten Zeiten von Super-G, Riesenslalom und Slalom zusammen, die anhand eines Punktesystems umgewandelt wurden.

7 Sportlerinnen klassiert
Titelverteidigerin:  Alena Housová

## Altersklassen
Neben den Herren- und Damenrennen in der allgemeinen Klasse wurden in allen Disziplinen auch die männlichen Weltmeister in der Jugendklasse ermittelt. Die Weltmeisterschaften in den übrigen Klassen (Schüler, Jugend weiblich und Altersklassen) wurden separat von 13. bis 16. Februar 2003 in Achenkirch ausgetragen.